# Konrad Schubring
Konrad Schubring (* 26. Oktober 1911 in Wundersleben; † 19. Juni 1966 in West-Berlin) war ein deutscher Altphilologe, Epigraphiker und Medizinhistoriker.
Konrad Schubring fand schon während des Studiums der Klassischen Philologie unter dem Einfluss von Karl Deichgräber zur Medizingeschichte. Er wurde 1938 an der Philipps-Universität Marburg promoviert, Thema der Dissertation war Untersuchungen zur Überlieferungsgeschichte der Hippokratischen Schrift: De locis in homine. Seit 1946 betreute er das Unternehmen Corpus Medicorum Graecorum an der Deutschen Akademie der Wissenschaften in Berlin und machte sich um die Wiederaufnahme der Forschungen nach dem Zweiten Weltkrieg verdient. Ab 1950 wurde er zudem zeitweiligen Arbeitsgruppenleiter der traditionsreichen Unternehmungen Corpus Inscriptionum Latinarum und Prosopographia Imperii Romani. 1956 wurde ihm auch der Professorentitel an der Akademie verliehen. Im Zuge des Mauerbaus verlor Schubring, der im Westen der geteilten Stadt lebte, diese Positionen, die nun an andere Personen übergingen, etwa an Jutta Kollesch im Falle des Corpus Medicorum Graecorum. 1963 wurde er an der Christian-Albrechts-Universität zu Kiel Privatdozent, ein Jahr später Akademischer Rat an der Freien Universität Berlin. Schubring war Mitglied der Göttinger Gelehrten Gesellschaft und der Deutschen Akademie der Wissenschaften.
Schubrings bleibende Leistungen liegen insbesondere in der Forschung zur antiken Medizingeschichte sowie der lateinischen Epigraphik. Er war Mitherausgeber mehrerer Indexbände zum Teil 8 des Corpus Inscriptionum Latinarum, den Inschriften Nordafrikas.

## Schriften (Auswahl)
- Untersuchungen zur Überlieferungsgeschichte der Hippokratischen Schrift ‘De locis in homine‘. Junker und Dünnhaupt, Berlin 1941 (= Neue deutsche Forschungen. Band 288; Abteilung Klassische Philologie Band 12).
- Nachwort. In: Neudruck von Claudii Galeni opera omnia. 20 Bände. Hrsg. von Karl Gottlob Kühn, Leipzig 1821–1833 (= Medicorum Graecorum opera quae exstant. Band 1–20), Olms, Hildesheim 1965, Band 20.
- Zur Zahnanatomie und -physiologie der Spätantike und des Mittelalters. In: Medizinhistorisches Journal. Band 1, 1966, S. 144–148.